# Natural Pharmaceuticals
Natural Pharmaceuticals jest dystrybutorem norweskich suplementów diety. Prowadzi działalność w Polsce, na Węgrzech, Litwie, Łotwie, w Estonii, Rumunii, Chorwacji i Słowenii.

## Historia
Firma Natural Pharmaceuticals została założona 27 listopada 2009 roku w Warszawie przez Knuta Erika Karlsena, Reidara Nielsena i Ole Bjorna Fausa. Kapitał początkowy Natural Pharmaceuticals pochodził od trzech firm: Directmarketing AS, Snauskriu Invest AS i Greverud Invest AS. Spółka powstała pod nazwą „Natural Pharmaceuticals Sp. z o.o.”.
Od 2014 roku Natural Pharmaceuticals otrzymuje corocznie certyfikat „Firma Przyjazna Klientowi”.
Od 2015 roku Natural Pharmaceuticals jest członkiem Global Organization for EPA and DHA Omega-3 (GOED), organizacji, która reprezentuje dystrybutorów i producentów kwasów tłuszczowych omega-3 oraz monitoruje procesy produkcyjne swoich członków we współpracy z przedstawicielami rządów z różnych krajów i społeczności.
Od 2013 roku Natural Pharmaceuticals wspiera UNICEF Polska w ramach programu „Firma z sercem”.
W 2020 r. Natural Pharmaceuticals Sp. z o.o. dokonała połączenia z Unicall Communications Group Sp. z o.o.
Produkty firmy otrzymały tytuły „Zdrowa Marka Roku” (OmegaMarine Forte w 2020 r., MemoreX w 2021 r., OmegaMarine Premium w 2022 r.), a także „Męska Marka Roku – Siła Jakości”. (ProMan w 2020 r.) oraz „Dziecięca Marka Roku – Jakość i Radość” (OmegaMarine Junior w 2020 r.).
W kolejnym roku firma została uhonorowana nagrodą w kategorii „Lider najwyższej jakości norweskich suplementów diety” przyznawaną przez magazyn Businesswoman & Life.
W roku 2023 Prezes Urzędu Ochrony Konkurencji i Konsumentów nałożył na firmę karę w wysokości ponad 5 milionów złotych za manipulacje przy wysyłkowej sprzedaży suplementów diety. Urząd zakwestionował między innymi nietransparentne metody informowania o udziale w programie corocznych dostaw, rzekomy milion zadowolonych klientów danego suplementu oraz darmowe próbki, które okazywały się płatną subskrypcją.

## Działalność
Natural Pharmaceuticals prowadzi działalność jako dystrybutor suplementów diety, oferując suplementy produkowane w Norwegii.
Działa w Polsce, na Węgrzech, Litwie, Łotwie, w Estonii, Słowenii, Rumunii i Chorwacji, obsługując łącznie blisko 3 miliony klientów, z czego blisko 1,5 miliona klientów w Polsce.
Główna siedziba Natural Pharmaceuticals znajduje się w Warszawie.
Suplementy firmy obejmują kwasy tłuszczowe omega-3 (w tym wersję specjalnie opracowaną dla dzieci), suplementy wspierające prawidłowe funkcjonowanie układu mięśniowo-szkieletowego, suplementy wspierające zdrowie mężczyzn, a także kompleksy witamin i minerałów.